# William Hastings Kerr
Pour les articles homonymes, voir Hastings et Kerr.
William Hastings Kerr, baptisé William Warren Hastings Kerr, (19 novembre 1826, Trois-Rivières, Bas-Canada - 12 février 1888, Montréal, Québec, Canada ) est un avocat anglo-québécois.

## Biographie
William Hastings Kerr est le fils de James Hastings Kerr, un agent de douane au Her Majesty's Customs et Harriet Columbia Quircke Short Kerr, de Capton Stogumber, Angleterre. 
Il épouse sa première femme, Emily Maria Arnold Kerr, à Gaspé en 1850. À la suite du décès de sa femme en 1853, il épouse la petite sœur de celle-ci, Jane May Arnold Kerr, en 1858. Par le mariage de sa sœur Harriet Mary Ann Kerr Molson, son beau-frère est George Elsdale Molson, fils de John Molson.
En 1864 et en 1865, William Hastings Kerr, Rodolphe Laflamme et John Abbott sont en cour pour défendre un certain James Watson Wallace qui aurait été impliqué dans le raid de Saint Albans,.
En 1871, William Hastings Kerr enseigne le droit international à la faculté de droit de l'université McGill, où il deviendra éventuellement le doyen de cette faculté autour de 1880,. 
De 1875 à 1879, William Hastings Kerr est le bâtonnier du district de Montréal. Également, de 1876 à 1878, il est élu à deux reprises bâtonnier du Québec.
Aux élections générales québécoises de 1878, il se présente pour la circonscription de Montréal-Centre sous la bannière du Parti conservateur du Québec, mais perd de peu contre son adversaire libérale, Horatio Admiral Nelson, à 172 votes de différence.

William Hastings Kerr est mort à 61 ans dans sa résidence du 268, rue University, à Montréal. Il est enterré au cimetière Mont-Royal d'Outremont.

Série de photos de William Hastings Kerr par William Notman
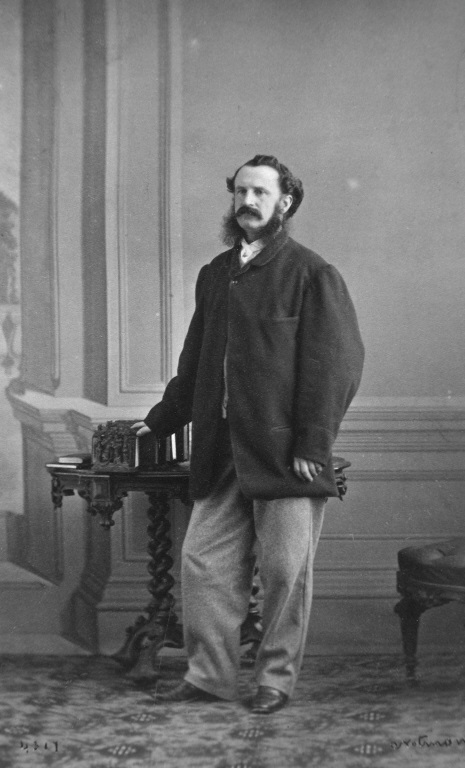
William Hastings Kerr, 1862
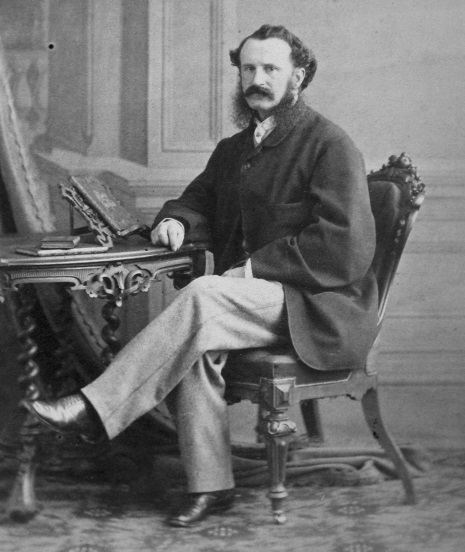
William Hastings Kerr, 1862
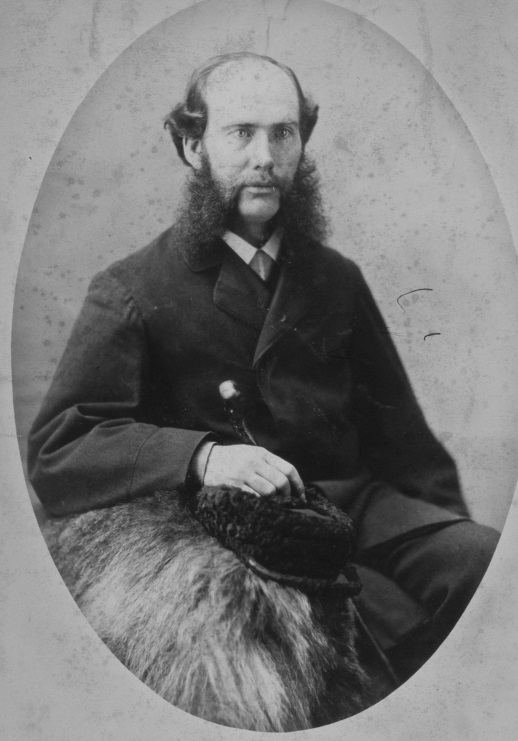
William Hastings Kerr, 1870
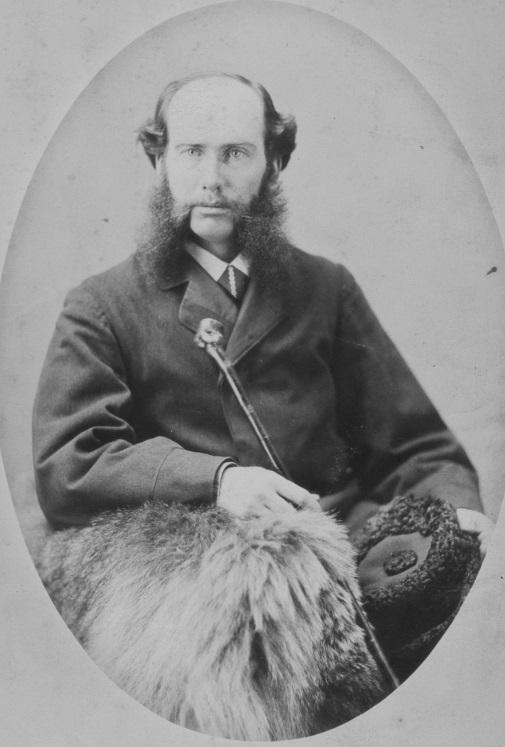
William Hastings Kerr, 1870

## Hommages et distinctions

### Titre honorifique
- Conseiller de la reine

### Titre de civilité
- Monsieur le bâtonnier[10]

#### Droit
- Avocat, Juriste
- Droit au Québec, Droit civil
- Histoire du droit au Québec, XIXe siècle en droit au Québec, XXe siècle en droit au Québec
- Système judiciaire du Québec, Loi du Québec
- Barreau du Québec, Bâtonnier du Québec
- Barreau de Montréal, Districts judiciaires du Québec
- Code civil du Bas-Canada, Code criminel du Canada